# 臨翔区
臨翔区（りんしょう-く）は中華人民共和国雲南省臨滄市に位置する市轄区。

## 地理
本区東部に流れる瀾滄江は、普洱市・景東イ族自治県と鎮沅イ族ハニ族ラフ族自治県続けて行政区境として接し、本区南部方向から同市・双江ラフ族ワ族プーラン族タイ族自治県へ向けて流路が形成されている。なお、双江ラフ族ワ族プーラン族タイ族自治県方向へ下る直前に再び普洱市・景谷タイ族イ族自治県との行政区境として接している。

## 歴史
1913年に緬寧県が設置され、1954年に臨滄県と改称された。
2003年12月26日に臨滄地区が地級市に改編された際、旧臨滄県が臨滄市の管轄とされ市轄区に改編され現在に至る。

## 行政区画
下部に2街道、1鎮、5郷、2民族郷を管轄する。
- 街道
  - 鳳翔街道、忙畔街道
- 鎮
  - 博尚鎮
- 郷
  - 螞蟻堆郷、章馱郷、圏内郷、馬台郷、邦東郷
- 民族郷
  - 南美ラフ族郷、、平村イ族タイ族郷

## 教育
- 滇西科技師範学院（中国語版）

## 交通

### 航空
- 臨滄博尚空港（中国語版）

### 鉄道
- 中国国家鉄路集団
  - 中国鉄路昆明局集団公司
    - 大臨線

（大理市方面）- 臨滄駅 -（臨翔区方面）

### 道路
- 高速道路
  - 空港高速道路
- 国道
  -  G214国道
  -  G323国道
- 省道
  -  219省道
  -  335省道

## 健康・医療・衛生
- 臨滄市人民医院新院
- 臨滄地区衛生防疫站